# 柏林航展

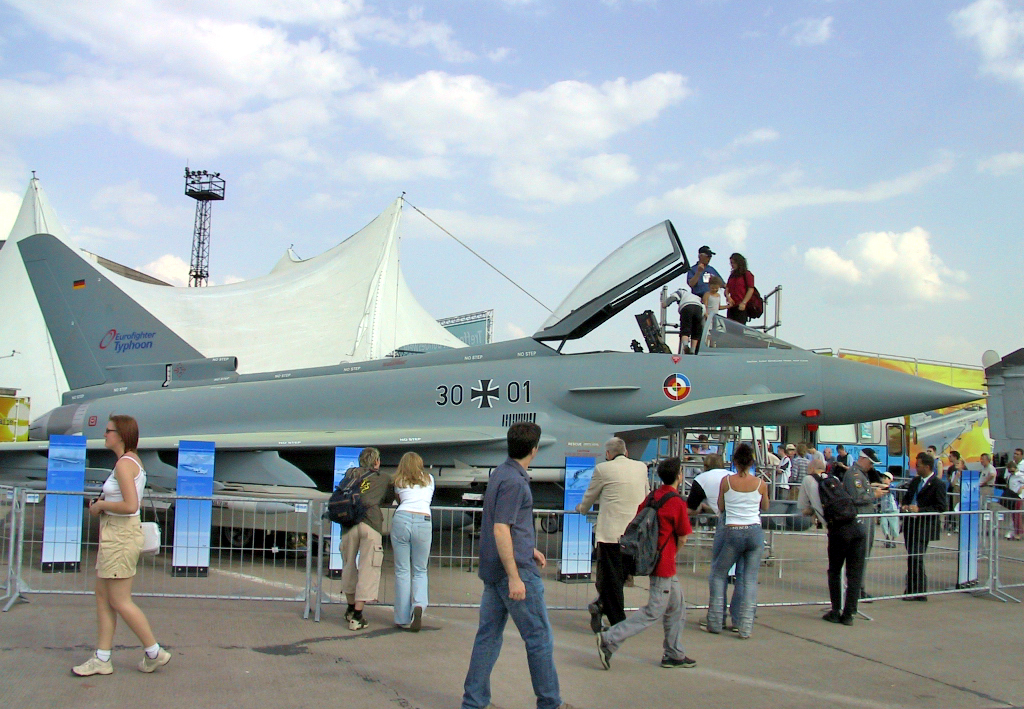
在2002年柏林航空展會場展出的台风战斗机。

柏林航展（德語：Internationale Luft-und Raumfahrtausstellung，原意為「國際航空與太空展覽」，又經常簡稱為ILA）是一個每個偶数年在德国首都柏林舉行的航空展覽，於1909年時首次舉辦，已有超過百年以上的歷史。除了是一個彙集各國的航太工業與國防工業廠商參與的商展之外，也同時會舉行對一般大眾開放的飛行表演活動。自2012年起，柏林航空展移師至距離柏林市區約18公里、位於布蘭登堡舍訥費爾德（Schönefeld）境內的柏林展覽中心機場（Berlin ExpoCenter Airport）舉辦，並且吸引了多達12萬5千名專業人士與10萬5000名一般民眾前往參觀。

## 外部連結
- ILA Berlin Air Show （页面存档备份，存于）
- BER - Berlin Brandenburg Airport
- Berlin.de （页面存档备份，存于）